# جمشید ذاکروف
جمشید ذاکروف (ازبکی: Jamshid Zokirov, Жамшид Зокиров؛ روسی: Джамшид Закиров) (۱۱ ژوئیه ۱۹۴۸ - ۷ آوریل ۲۰۱۲) یکی از تحسین‌شده‌ترین بازیگران فیلم اهل کشور ازبکستان بود. او در سال ۱۹۹۵ هنرمند شایسته ازبکستان شد. جمشید ذاکرف در ۷ آوریل ۲۰۱۲ بر اثر سرطان در تاشکند درگذشت.